# Fouchères (Aube)
Fouchères és un municipi francès situat al departament de l'Aube i a la regió del Gran Est. L'any 2007 tenia 476 habitants.

## Demografia

### Població
El 2007 la població de fet de Fouchères era de 476 persones. Hi havia 170 famílies de les quals 36 eren unipersonals (16 homes vivint sols i 20 dones vivint soles), 65 parelles sense fills, 65 parelles amb fills i 4 famílies monoparentals amb fills.
La població ha evolucionat segons el següent gràfic:
Habitants censats

### Habitatges
El 2007 hi havia 212 habitatges, 171 eren l'habitatge principal de la família, 29 eren segones residències i 12 estaven desocupats. 203 eren cases i 6 eren apartaments. Dels 171 habitatges principals, 132 estaven ocupats pels seus propietaris, 31 estaven llogats i ocupats pels llogaters i 7 estaven cedits a títol gratuït; 13 tenien dues cambres, 21 en tenien tres, 47 en tenien quatre i 89 en tenien cinc o més. 105 habitatges disposaven pel capbaix d'una plaça de pàrquing. A 65 habitatges hi havia un automòbil i a 86 n'hi havia dos o més.

### Piràmide de població
La piràmide de població per edats i sexe el 2009 era:
| Homes | Edats   | Dones |
| ----- | ------- | ----- |
| 0     | 95 o +  | 0     |
| 0     | 90 a 94 | 0     |
| 4     | 85 a 89 | 4     |
| 0     | 80 a 84 | 0     |
| 4     | 75 a 79 | 8     |
| 16    | 70 a 74 | 8     |
| 8     | 65 a 69 | 4     |
| 8     | 60 a 64 | 12    |
| 8     | 55 a 59 | 12    |
| 8     | 50 a 54 | 16    |
| 12    | 45 a 49 | 20    |
| 16    | 40 a 44 | 28    |
| 24    | 35 a 39 | 32    |
| 20    | 30 a 34 | 24    |
| 8     | 25 a 29 | 12    |
| 4     | 20 a 24 | 8     |
| 20    | 15 a 19 | 8     |
| 40    | 10 a 14 | 12    |
| 20    | 5 a 9   | 24    |
| 20    | 0 a 4   | 16    |

## Economia
El 2007 la població en edat de treballar era de 318 persones, 208 eren actives i 110 eren inactives. De les 208 persones actives 200 estaven ocupades (106 homes i 94 dones) i 7 estaven aturades (3 homes i 4 dones). De les 110 persones inactives 17 estaven jubilades, 27 estaven estudiant i 66 estaven classificades com a «altres inactius».

### Ingressos
El 2009 a Fouchères hi havia 183 unitats fiscals que integraven 478 persones, la mediana anual d'ingressos fiscals per persona era de 18.484,5 €.

### Activitats econòmiques
Dels 26 establiments que hi havia el 2007, 2 eren d'empreses extractives, 1 d'una empresa alimentària, 1 d'una empresa de fabricació de material elèctric, 1 d'una empresa de fabricació d'elements pel transport, 1 d'una empresa de fabricació d'altres productes industrials, 3 d'empreses de construcció, 5 d'empreses de comerç i reparació d'automòbils, 2 d'empreses de transport, 3 d'empreses d'hostatgeria i restauració, 2 d'empreses immobiliàries, 2 d'empreses de serveis, 2 d'entitats de l'administració pública i 1 d'una empresa classificada com a «altres activitats de serveis».
Dels 7 establiments de servei als particulars que hi havia el 2009, 2 eren tallers de reparació d'automòbils i de material agrícola, 1 guixaire pintor, 2 lampisteries i 2 restaurants.
Dels 2 establiments comercials que hi havia el 2009, 1 era una botiga de més de 120 m² i 1 una botiga de menys de 120 m².
L'any 2000 a Fouchères hi havia 8 explotacions agrícoles que ocupaven un total de 700 hectàrees.

## Equipaments sanitaris i escolars
El 2009 hi havia 1 escola maternal integrada dins d'un grup escolar amb les comunes properes formant una escola dispersa i 1 escola elemental integrada dins d'un grup escolar amb les comunes properes formant una escola dispersa.

## Poblacions més properes
El següent diagrama mostra les poblacions més properes.